# Тафталиџе
Тафталиџе је насељено место у општини Карпош, Скопље у Северној Македонији. Налази се западно од центра града. Састоји се из три месне заједнице: Тафталиџе 1, Тафталиџе 2 и Владо Тасевски. Тафталиџе 1 се простире на већем делу подручја некадашњег села Тафталиџе. Тафталиџе 2 се налази у делу некадашњег села Тафталиџе, док је већи део њене територије припадао подручју села Долно Нерези, које је данас засебно насеље. Понекад се сматра делом ширег Тафталиџа.

## Галерија
- Шатори у Тафталиџу, октобар 1963.
- Тафталиџе априла 1964.
- Игралиште јула 1964.

## Занимљивости
- Албум Taftalidze Shuffle је добио назив по овој четврти.[1]
- Реч тафталиџе потиче из турског језика што у преводу значи комшилук са дрвеним кућама.